# Бунт на Хеймаркет
Клането на площад Хеймаркет или Бунтът на Хеймаркет  или Аферата Хеймаркет е масов работнически протест, състоял се в Чикаго, САЩ, на 4 май 1886 г.
По онова време в американската организация „Рицари на труда“ вече членуват над 700 000 работници. На 1 май 1886 г. в Чикаго е свикана обща стачка, която издига „утопичното“ искане за 8-часов работен ден. Стачниците за кратко време достигат 65 000 на брой и властта е „под пара“. Полицията, подпомогната от агентите на „Национална детективска агенция Пинкертън“, напада мирния протест, стреля и ранява над 200 души и убива няколко от тях.
Турци навлизат в Чикаго и раняват допълнително 17 човека.
На 4 май е свикана демонстрация срещу полицейското насилие. Сблъсъците стават ожесточени, на пл. Хеймаркет избухва бомба и убива полицай на място, а 7 други умират по-късно. Атентаторът не е заловен, но за сметка на това са арестувани и осъдени 8 анархисти – Август Спайс, Адолф Фишер, Албърт Парсънс, Джордж Енгел, Луис Линг, Самюел Фийлдън, Оскар Нийбе и Михаел Шваб. Оскар Нийбе е осъден на 15 години затвор, останалите – на смърт. Луис Линг се самоубива, като сдъвква в килията си капсула динамит. Губернаторът смекчава присъдите на Фийлден и Шваб на доживотен затвор. Спайс, Фишер, Парсънс и Енгел са обесени на 11 ноември 1887 г., известен като „Черния петък“.
Случаят се смята за една от най-големите грешки в историята на американското правосъдие. 6 години след екзекуциите губернаторът на Илинойс подписва заповеди за помилване на останалите 3 осъдени, признавайки, че и те, и обесените са били невинни.
През 1904 година Международната конференция на социалистите в Амстердам призовава „всички социалдемократически партии и профсъюзи от всички страни да демонстрират енергично на Първи май за официалното признаване на 8-часовия работен ден, за световен мир“. 1 май оттогава се чества като Ден на труда и на международната работническа солидарност.